# Chartreuse de Bonnefoy
La chartreuse de Bonnefoy, appelée aussi Notre-Dame de Bonnefoy, est un couvent du XIIe siècle fondé dans le Haut Vivarais à proximité du mont Mézenc. Située à 1 310 mètres d'altitude, cette chartreuse, la plus haute de France, fut en butte aux destructions de la guerre de Cent Ans et des guerres de Religion, puis à un incendie au XVIIIe siècle. Ces avatars, joints à un climat très rude, contraignirent les chartreux à délaisser progressivement leur établissement pour s'installer à Brives-Charensac jusqu'à la Révolution française. Inoccupée et vendue comme bien national, la chartreuse fut démantelée à partir de 1840. Le seul vestige important encore intact est la maison du prieur, avec la porte d'entrée de la chartreuse et la tour-clocher de l'église. Elle est en cours de restauration.

## Fondation
La chartreuse de Bonnefoy, est fondée dans la deuxième moitié du XIIe siècle quand, en 1156, Guillaume de Fay, dit « Jourdain », seigneur du Mézenc, fait don d'une partie de ses terres à l'ordre cartusien,.
Sur mandement de dom Basile, prieur de la Grande Chartreuse, un groupe de chartreux, venus de la maison-mère, conduit par dom Robert leur futur prieur, arrivent dans les montagnes du Haut-Vivarais .

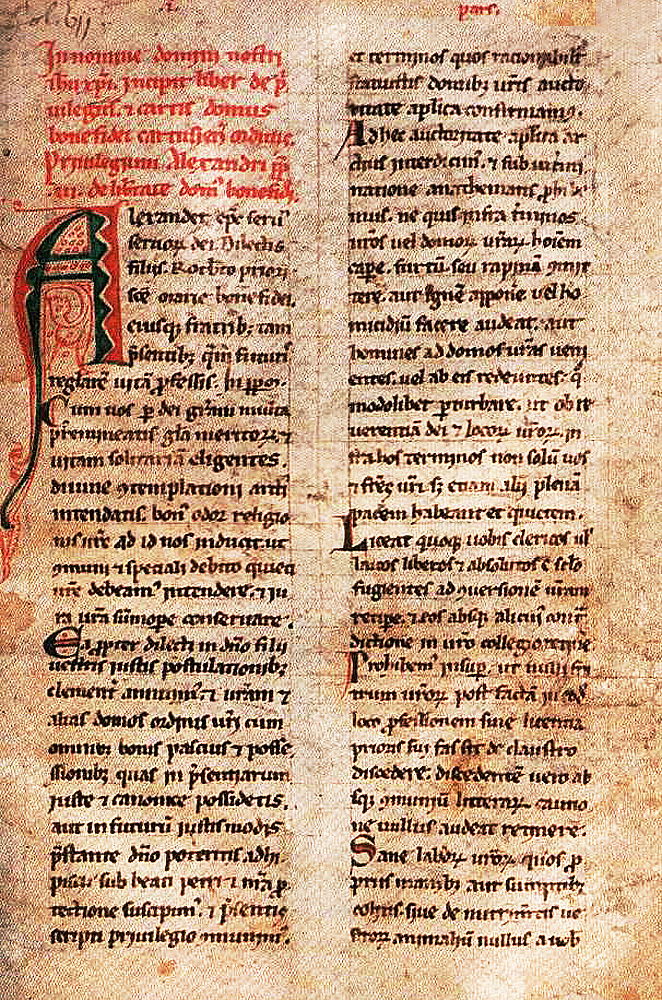
Privilège du pape Alexandre III, du 9 novembre 1176

Les bâtiments de la chartreuse sont achevés en 1179. Elle devient alors l'un des plus importants établissements de l'ordre de Saint-Bruno. Le pape Alexandre III confirme cette fondation au mois de novembre de la même année et met la nouvelle chartreuse sous la protection du Saint-Siège. Tout au cours de son existence, celle-ci est richement dotée par les seigneurs du pays, protégée et enrichie par les papes et par les rois de France.
La redécouverte, à la fin du XXe siècle, du cartulaire de la chartreuse de Bonnefoy, dans le presbytère angevin de Cantenay-Épinard permet d'affiner les connaissances sur la chartreuse de sa fondation jusqu'à la fin du XIIIe siècle. Connu par un recensement des ouvrages de la bibliothèque, sa trace avait été perdue en 1790. Son étude est publiée, en 1990, par Jean-Loup Lemaître, chercheur au CNRS. Le premier acte conservé est celui de la bulle d'Alexandre III datée du 9 novembre 1176, elle précise que Guillaume Jourdain est le petit-fils de Raymond IV de Toulouse, marquis de Provence. Le cartulaire, qui compte 72 feuillets, est rédigé par le même scribe entre 1229 et 1231. Il comporte quatre additions couvrant la période allant de 1255 à 1269. Ses 197 actes concernent majoritairement les transactions faites par les chartreux pour préserver leur désert ainsi que les droits concernant le passage, pâturage et pacage du bétail sur leur mense,.

## Site

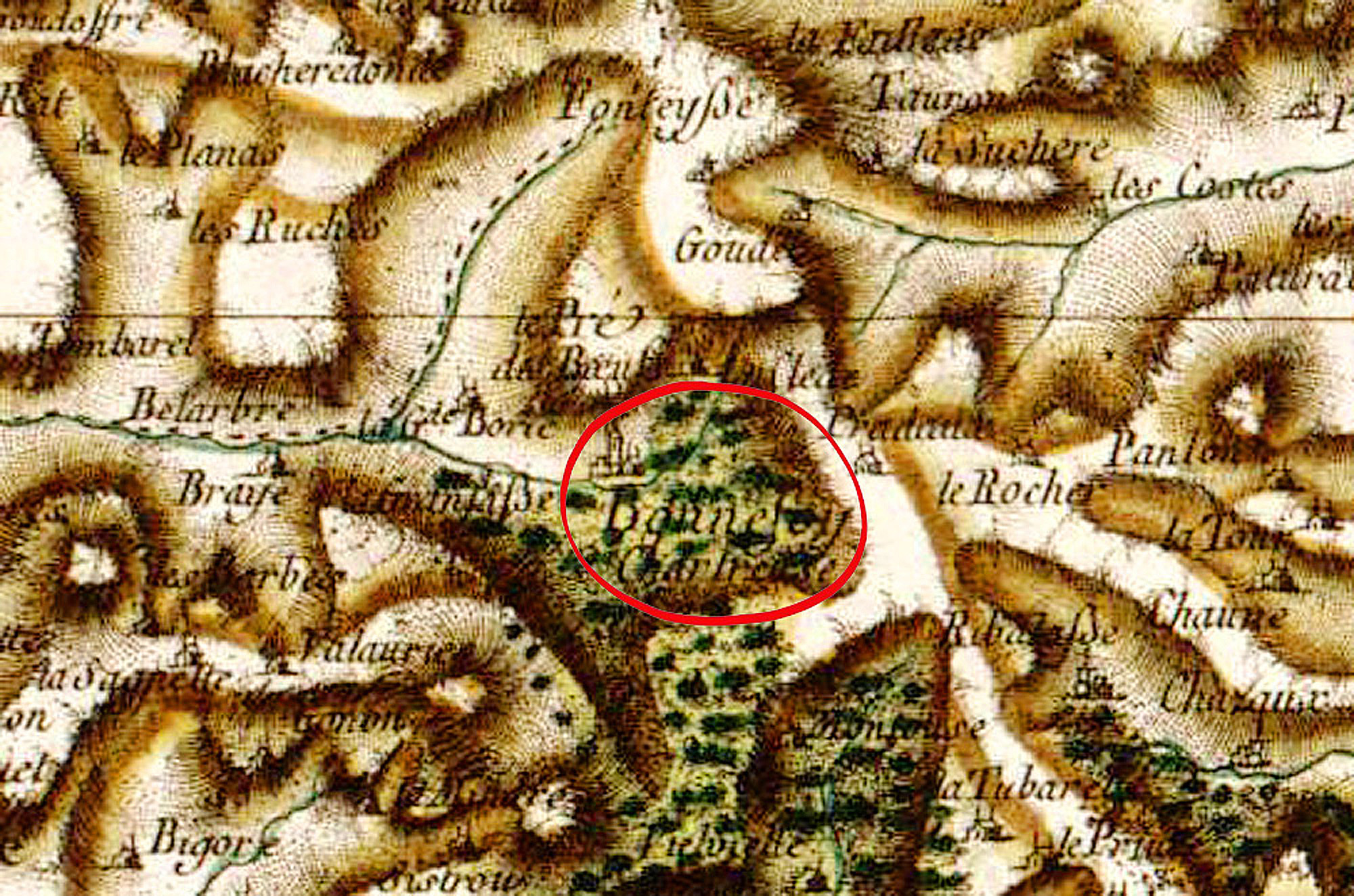
Site de la chartreuse de Bonnefoy sur la carte Cassini

Située à 1 310 mètres d'altitude, dominée par les 1 753 mètres du mont Mézenc, le plus grand des volcans éteints du Vivarais, Bonnefoy, le monastère le plus élevé en altitude de l’Ordre, fait partie de ces premières chartreuses fondées en zone montagneuse.

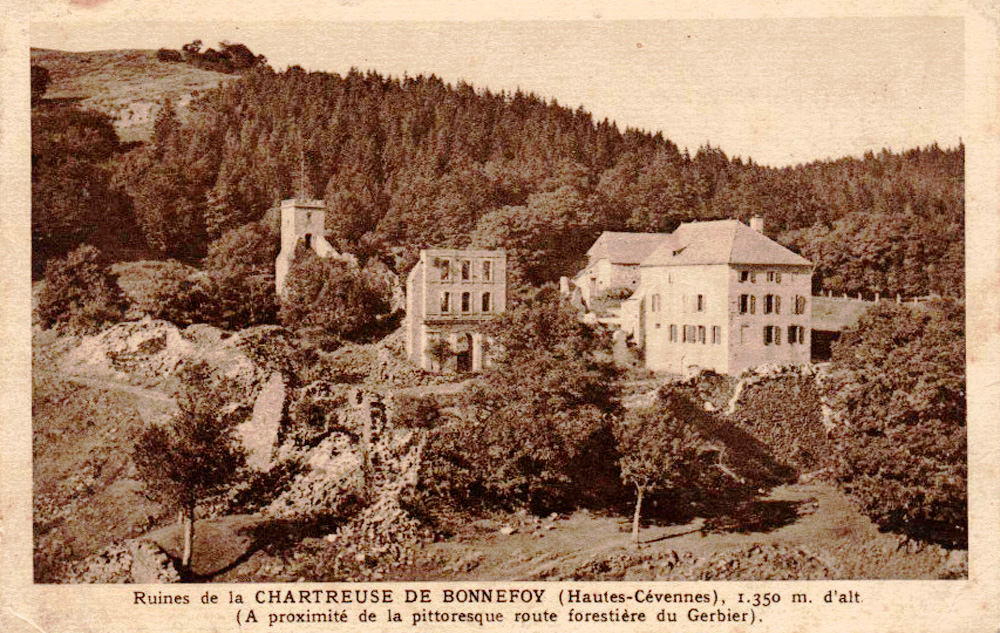
Chartreuse de Bonnefoy, altitude 1310 mètres

Actuellement rattachée à la commune du Béage, la chartreuse est construite dans un vallon et occupe initialement une mense couvrant 8 000 hectares. Ces terres sont désignées sous le vocable de désert, car peu habitées et peu exploitées. En conséquence, cette solitude ne permet pas aux chartreux d'exploiter de grands domaines agricoles, à l'égal des granges cisterciennes.
De plus le climat de ce site est glacial et les chartreux déplorent, dès leur installation, d'énormes difficultés à faire pousser des légumes (ortolailles) dans leurs jardins. Cela ne devient possible que lorsque le monastère obtient des terres plus méridionales et tempérées à Montpezat-sous-Bauzon. À contrario, la présence de la Veyradeyre, cette rivière qui coule à proximité de la chartreuse, permet aux frères convers d'aménager des viviers afin d'élever des poissons.

## Histoire

### Période médiévale

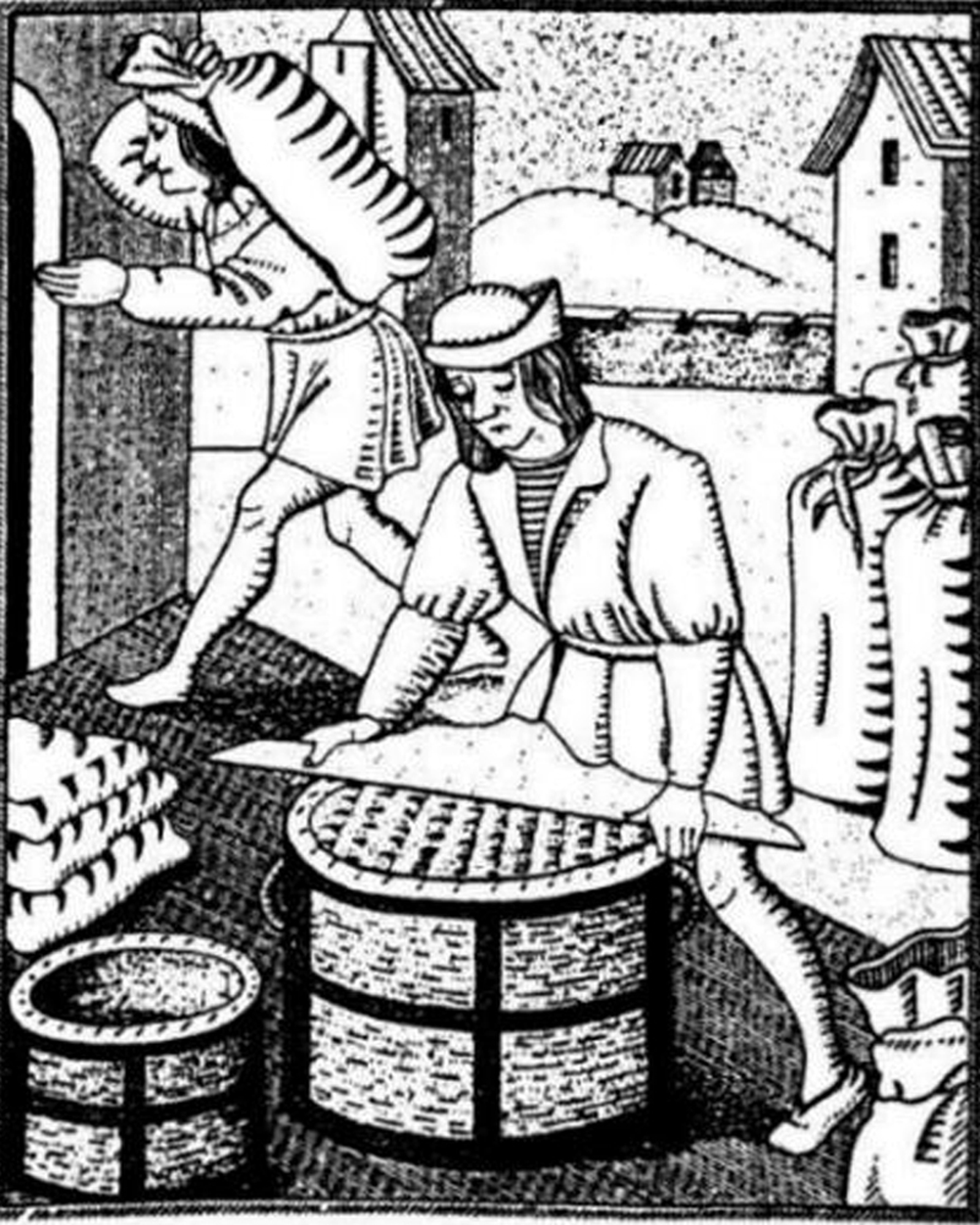
Grenier à sel médiéval

Robert, premier prieur de la chartreuse reçoit, en 1179, de Guillaume-Jourdain, seigneur de Mézenc, la manse Del Motos, la moitié de Villevieille et de Ribelasse, le droit de pêche dans le lac d'Arconne, et  d'autres biens.
En 1184, Bertrand d'Anduze, seigneur de Sommières, fait donation à la chartreuse de Bonnefoy de dix saumées de sel à prendre annuellement dans la ville de Sommières, exempts de tous péages et autres droits. Le sel, indispensable à la conservation des viandes, provient des salines entre Maguelone et le marais de Peccais, et doit obligatoirement transiter par les greniers royaux d'où il sort soumis à la gabelle. Sommières et Pont-Saint-Esprit sont les deux greniers les plus proches du Massif Central. À partir de 1449, le grenier à sel de Sommières vivote et  cesse de fonctionner au cours des années 1470 laissant la place à celui de Pont-Saint-Esprit.
Sous le priorat d'Odilon, au début des années 1190, Raymond V de Toulouse, prit la chartreuse sous sa protection et y fit bâtir une église. À la même période, le fils de Guillaume-Jourdain, Hugues, devenu seigneur de Mézenc, lui donna de grands biens. Ces dons se renouvelèrent au temps du prieur Guillaume de Fourchades, issu d'une maison noble du voisinage. Il reçut d'importantes donations d'Aymar de Poitiers et de sa femme Philippe, fille de Guillaume-Jourdain, et d'Armand, seigneur de Contaignet.
Le prieur Jean Lautuier acquiert de Gérenton de Mézenc, les terres de Chaumène, des Effraits et de Vacheresse pour le prix de 3 500 sous du Puy. La même année, Albert de Jaujac donne à la chartreuse, le village de Térisse avec ses dépendances et une rente de vingt livres. En 1219, Pons, seigneur de Montlaur, et Miraille, son épouse, cèdent tous les droits qu'ils possédent dans les limites de Bonnefoy.

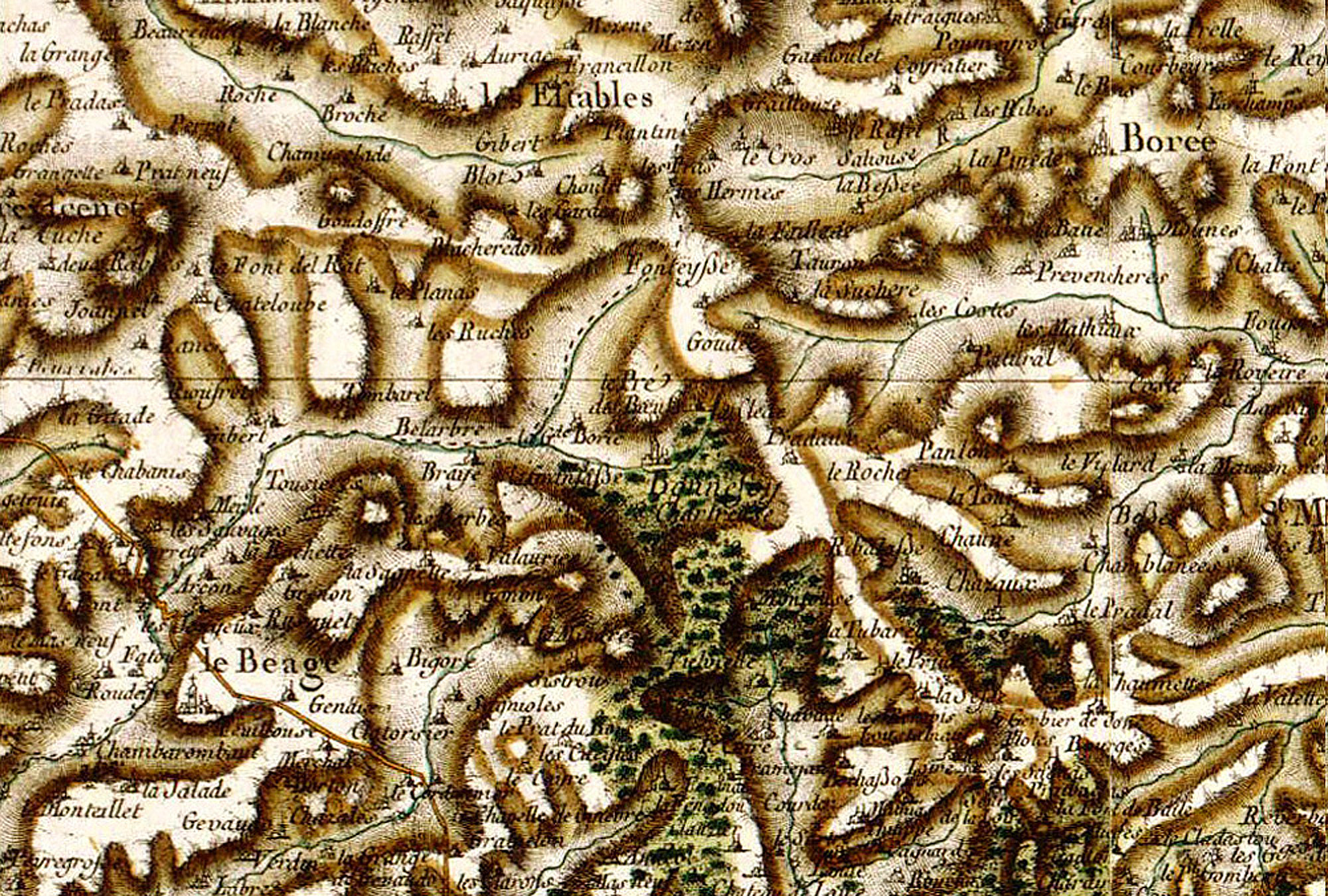
Borée, Le Béage, Les Estables et la Chartreuse de Bonnefoy sur la carte Cassini

Guillaume de Burine, fils de Guigue, confirme les donations faites par son oncle Hugues de Mézenc, à Bonnefoy, et se voit octroyer 30 livres à titre de gratification. En 1223, le prieur Jaucelin fait confirmer la vente consentie par Gérenton de Mézenc à son prédécesseur. Il reçoit de Hugues, seigneur de Burzet, et de Chaberte, son épouse, tout ce qu'ils possédent aux Estables, en alleux, fiefs, cens et rentes, « à la charge pour le prieur de donner un repas chaque année aux religieux, le jour de l'octave de Saint-Michel », les donateurs ajoutent une rente annuelle d'un demi-muid de vin. Cette donation, à la prière du seigneur de Burzet, est approuvée et scellée par Étienne de Chalençon, l'évêque du Puy. En 1229, Chabert, seigneur de Contaignet, et ses deux fils, donnent à Bonnefoy le manse de Freycenet, et divers droits dans la forêt de Serre-Moret.
En 1249, la comtesse de Valentinois, Philippine de Fay, dernière fille du fondateur de la chartreuse de Bonnefoy, confirme toutes les donations de sa famille et y ajoute de nouvelles libéralités, « à la charge d'un anniversaire qui se célébrerait le lendemain de la décollation de saint Jean-Baptiste, jour de repos de l'âme de feu Guillaume Jourdain, son père ». En I25l, Pierre Ythier, seigneur de Géorand, concéde aux religieux le droit de pêche dans le lac d'Issarlès et « un jet sur le rivage dudit lac, appelé lou Pal de la Cabote. ».
Raimond Olivier, prieur, échange avec Aymar de Poitiers-Valentinois la rente de 40 sous accordée aux chartreux par ses prédécesseurs, « à prendre sur la leude de Privas, à charge, pour le prieur, de traiter honorablement ses religieux et de leur donner un repas le jeudi saint de chaque année ». En échange, le prieur reçoit la moitié du mas de la Vacheresse. Par son testament du 6 mai 1293, Pons, baron de Montlaur fonde, dans l'église de la chartreuse, la chapelle dite de Montlaur, dotée d'un revenu annuel de 15 livres.
En 1323, le prieur Pierre Raimond acense le bois de Clergeat. En échange du droit de pâture qu'il leur accorde, il exige des habitants du Monastier et des Estables que, lors de la Saint-Michel, soit remis à la chartreuse une censive d'un carteron de fromage par homme,. Jean Birelle, futur général des chartreux, devient prieur de Bonnefoy après avoir fait sa profession et vécu à la chartreuse de Glandier.
En 1334, Guillaume de Poitiers-Valentinois, seigneur de Fay et de Mézenc, fait une fondation de 20 sous annuels pour un anniversaire, le jour de la Conversion de saint Paul. Son parent, le prieur Jean de Fay, en 1340, demande au juge royal du Velay de vérifier les divers privilèges de franc-salé que la chartreuse de Bonnefoy a obtenus des principaux seigneurs du Midi.
Au mois de mars 1362, par lettres patentes datées de Villeneuve-lès-Avignon, le roi de France, Jean II prend sous sa sauvegarde et protection le prieur et la chartreuse, et confirme leurs droits et privilèges. Le 3 octobre 1363, le prieur Guillaume Loup transige avec les tenanciers de la chartreuse sur le mode de paiement de leurs rentes.
En 1396, le prieur de Bonnefoy, partisan de Boniface IX et son général Boniface Ferrier, tout comme son frère Vincent Ferrier, reconnait Benoît XIII qui siége à Avignon. Gautier de Châteauneuf, ayant réuni tous les papiers de sa chartreuse, les envoie à Rome. Il est déposé, « déclaré inhabile à exercer des fonctions dans l'ordre, mis en pénitence et condamné à manger à terre une fois le mois. ».
Le 10 février 1409, le prieur Jean Sarrasin obtient des lettres patentes de Charles VI, confirmant les privilèges de la chartreuse.
Au cours de la guerre civile entre Armagnacs et Bourguignons, sous le prieur de Mortemart, Jean de Montravel, dit l'Hermite, seigneur de Mézenc et d'Argental, alors qu'il vient de faire réparer son château de Mézenc, donne aux chartreux le quatrième étage de sa tour pour s'y réfugier et y déposer leurs joyaux et meubles en temps de guerre. Cette offre est bientôt suivie de celle faite en 1442. Les religieux de la chartreuse se voient confirmer le don d'une tour du château du Béage, dite grenier de Bonnefoy, pour s'y réfugier en temps d'attaque et y déposer leurs biens. Le prieur Jean Vincent acquiert, en 1445, divers fonds et rentes à Saint-Martial, Chueyts, Montpezat et Aubenas. Ces acquisitions sont amorties par lettres de Jean d'Estampes, trésorier général du roi en Languedoc, contre le payement de 20 livres.
Le 30 avril 1459, la Chartreuse est pillée et dévastée par les routiers, mercenaires congédiés au cours d'une trêve de la guerre de Cent Ans,,.

### Guerres de religion
Le prieur Pierre de Talaron obtient des lettres de sauvegarde de François Ier, renouvelant tous les privilèges accordés à Bonnefoy par ses prédécesseurs. Puis, sous le priorat de Jean Volle, le roi décharge les chartreux des impositions que les évêques de Viviers avaient mises sur le couvent, et de l'aide accordée au roi en 1523.
Bourlatier, en 1543, voit ses droits de justice vendus par Louis de Lestrange, pour 300 livres, aux Chartreux de l'abbaye de Bonnefoy. Située entre Les Estables et Le Béage, c'était la maison forte d'une ancienne baronnie, incluse dans la seigneurie de Boulogne. En 1551, Jacques de Tournon, seigneur de la Chèze et de Contaignet fait abandon à la chartreuse de divers territoires, qui sont ensuite délimités par Jean Eschalier, dit de Liossac, bailli de Contaignet.

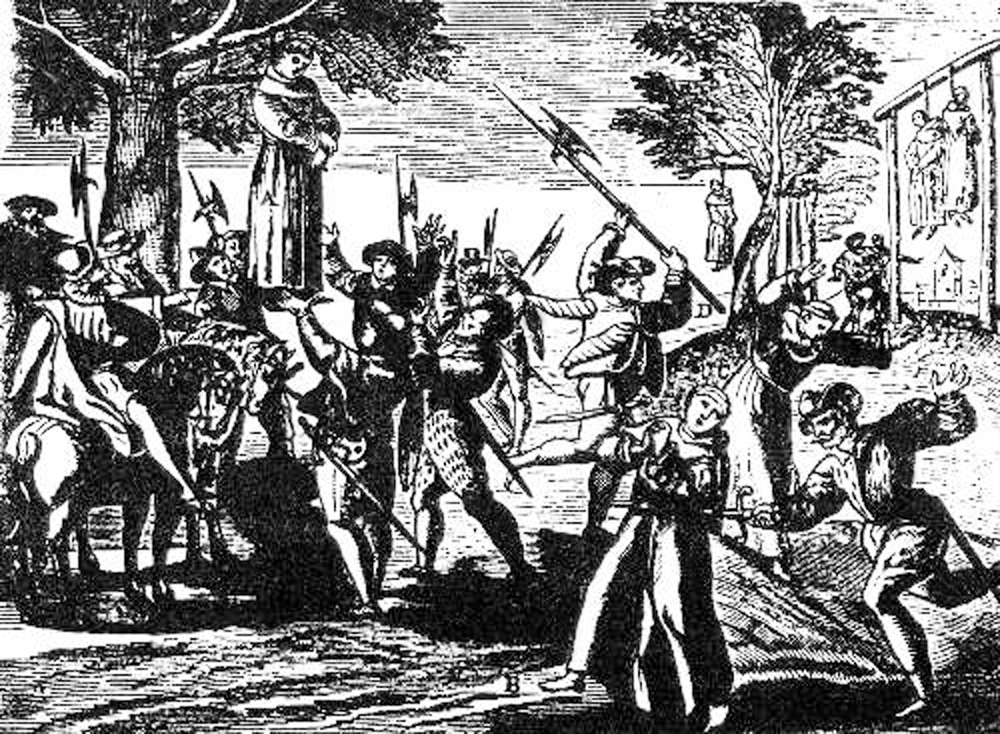
Calvinistes attaquant un couvent

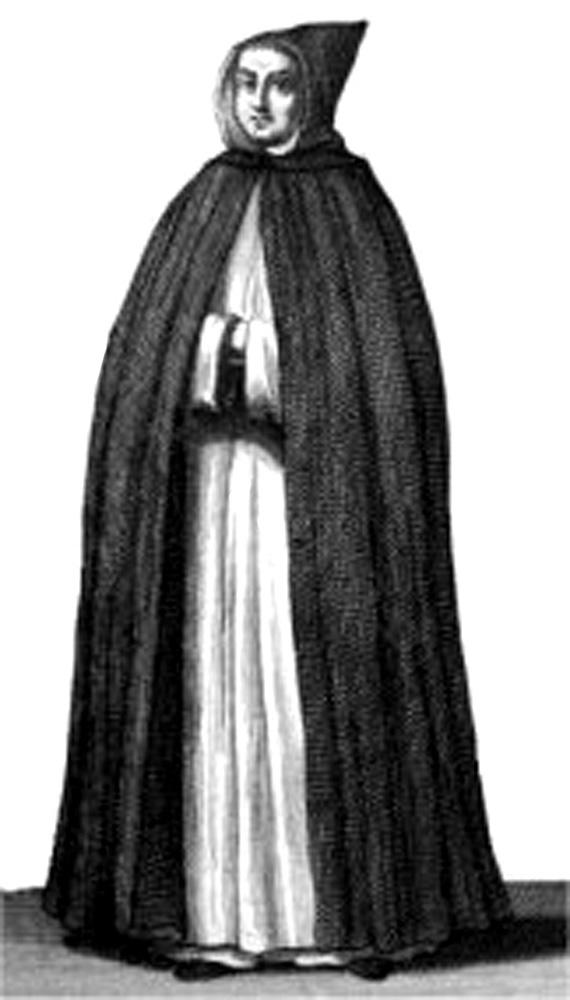
Chartreux en tenue de sortie

Au XVIe siècle, la chartreuse se trouve à la frontière des pays catholique et protestant. Les guerres de religion font rage, le prieur Antoine Chamard se met en état de la fortifier, avant 1561, il détruit le grand cloître qui n'est jamais reconstruit. Cela n'empêche pas la chartreuse d'être prise par surprise le 23 août 1569,.
Sur ordre de Henri de Navarre et de Henri de Condé, cinquante soldats commandés par le capitaine Philippe Charreyre, s'emparent de la chartreuse de Bonnefoy. Puisque de solides murailles et un fossé profond la défendent « Charreyre fit d'abord embusquer ses soldats, puis demanda à parler au prieur Antoine Chamard, dont il était fort connu, et qui lui ouvrit les portes du couvent sans méfiance. Alors, appelant ses soldats, ceux-ci accoururent, massacrèrent le prieur et trois religieux qui s'efforçaient de refermer les portes ; après quoi ils occupèrent la chartreuse, retenant les autres moines prisonniers. ».

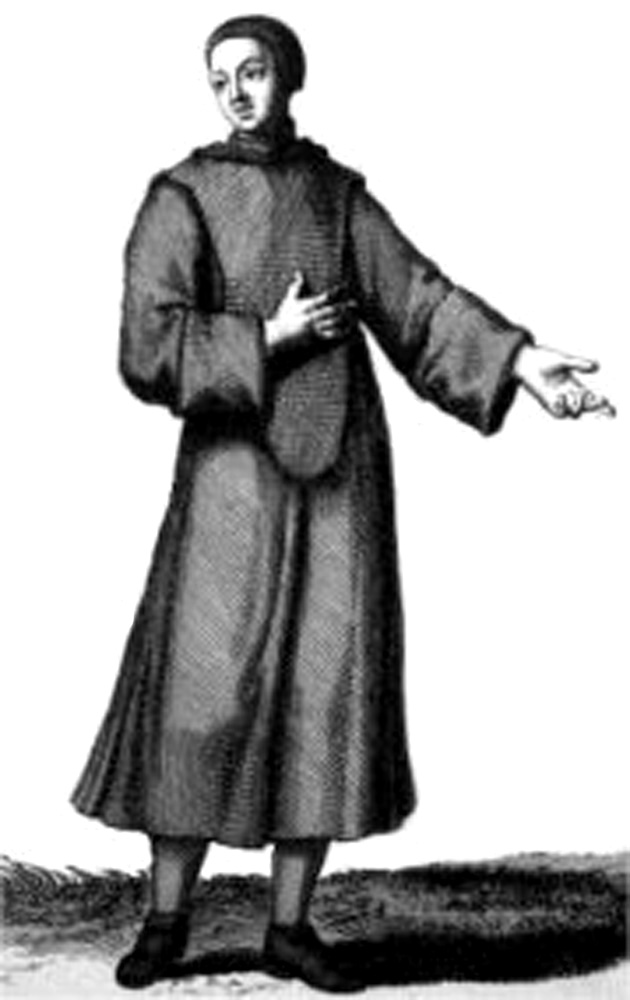
Frère donat

Pierre de Châteauneuf, seigneur de Rochebonne, sénéchal du Puy et gouverneur du Velay, averti de l'évènement par un domestique de la Chartreuse, fait battre le tambour au Puy. Il rassemble des troupes, auxquelles se joignent nombre d'habitants. Quatre jours après la prise de la Chartreuse, pendant la nuit, il s'avance et pénètre dans la chartreuse par une porte dérobée, que lui ouvre un domestique, et massacre Charreyre ainsi la plupart de ses soldats surpris dans leur sommeil. On montre encore de nos jours la place où leurs cadavres sont ensevelis et qu'on nomme le trou des huguenots. Cet affrontement entre huguenots et l'armée royale se termine par un incendie qui brûle la chartreuse. À la suite de ces troubles, la chartreuse, dont les revenus s'élevent à 50 000 livres, reçoit une garnison de quinze hommes de guerre, que le duc de Montmorency porte à vingt. Cette garnison doit être entretenue aux frais des chartreux, obligés eux- mêmes d'y faire le guet. En 1606, on construit une tour ronde au nord-ouest pour soutenir et appuyer l'église et l'ensemble des bâtiments qui menacient ruine de tous côtés après l'affrontement entre catholiques et protestants. Les travaux apparaissent d'importance puisqu'en 1622, ils ne sont pas encore achevés.
Entretemps, le 19 mars 1599, le noble André Verdier de la Vacheresse, paroisse des Estables, fait entre les mains du prieur Antoine de la Fallu, l'abandon plein et entier de ses biens à condition d'être reçu au monastère en qualité de donat.
Le 28 mars 1620, au nom de la chartreuse de Bonnefoy, le prieur François de Lingende reçoit de Juste-Henri de Tournon, baron de Chalençon, l'investiture de la seigneurie de Mézenc et des Estables. Elle avait été acquise le 5 décembre 1617 par Claude Janot, son prédécesseur, aux nobles Claude et Christophe de Chamalzel.
En considération des grandes pertes subies par la chartreuse pendant les guerres civiles, Louis XIII accorde à Bonnefoy « tous les biens, meubles et immeubles du seigneur de la Tour Panissac et du capitaine la Brugière, confisqués pour crime de rébellion ». Cette donation est formalisée le 30 juin 1622. Le prieur Pierre Maignet obtient du roi des lettres d'exemption du logement des gens de guerre. Elles sont données à Grenoble, le 6 août 1630.

### Période moderne: incendie et évènements révolutionnaires

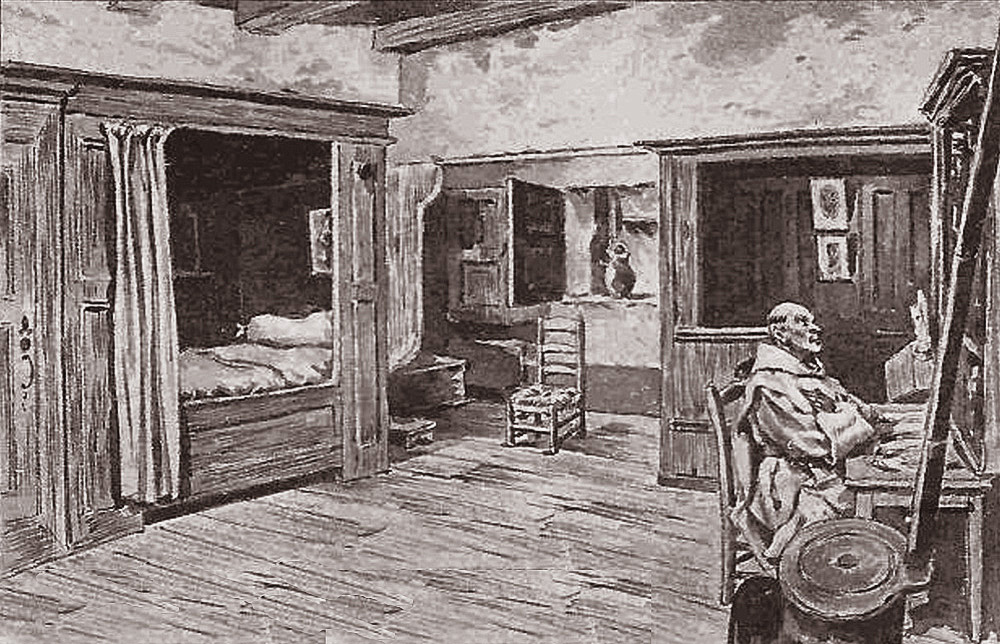
Confort rudimentaire d'une cellule de chartreux

En accord avec Henri de Bourbon, prince de Condé, les chartreux de Bonnefoy, lassés des mauvaises conditions de vie qu'ils subissaient, pensent à s'établir à Moulins où ils ont déjà acquis une maison dans les faubourgs de la ville. Cette fondation est autorisée, le 28 novembre 1623, par Bruno d’Affringues, le général des chartreux, et les premiers religieux commencent à s'installer dans leurs nouvelles cellules. Ce transfert ne convient pas à Louis de la Baume, évêque de Viviers, qui interdit par lettre, datée du 11 juin 1627, au prieur dom Maignet de déserter Bonnefoy. Cette opposition fait échouer le projet. En 1627, Just de Serres, évêque du Puy-en-Velay, cède la maladrerie de Brives et ses biens aux pères chartreux. En 1628, une partie des chartreux se retire près de la maladrerie de Corsac, à Brives-Charensac.
Sous le second priorat de François de Ligende, un incendie se déclare dans la chartreuse, le 8 février 1653. Il ravage entièrement les bâtiments, ainsi que la plus grande partie que des meubles, de la bibliothèque, des titres, des documents et des papiers du monastère qui sont la proie des flammes. Seules les murailles restent debout. Tout est à reconstruire. Les travaux de restauration sont menés rapidement puisque les nouvelles toitures sont achevées en moins d'un trimestre, juste avant la tenue du chapitre général à la Grande Chartreuse. Claude de la Roche, prieur, requiert Marcellin Besson, juge des Estables, pour vérifier et inventorier les titres et papiers qui ont échappé à l'incendie du couvent. Cet inventaire est achevé le 22 avril 1669.

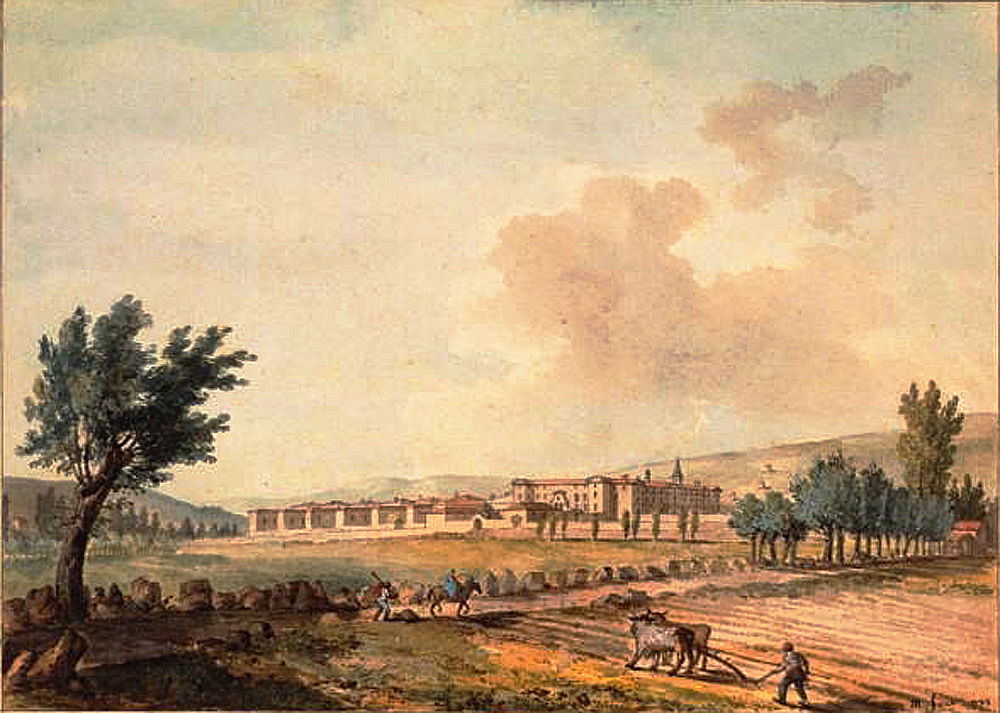
Chartreuse de Villeneuve-sur-Loire à Brives-Charensac

Le 23 novembre 1695, la quasi-majorité des chartreux quitte définitivement Bonnefoy. Ils sont accueillis par la famille de Polignac qui les installe dans leur château de Villeneuve-de-Corsac où ils demeurent jusqu'à la Révolution.
La reconstruction des bâtiments après l'incendie a été faite trop rapidement. À tel point qu'en 1722 tout est à reprendre. Les premiers travaux de consolidation sont achevés, en 1723, le devant de l'église est rénové. Les travaux s'étalent sur une année,. La chartreuse est rebâtie comme une forteresse munie d'une salle des gardes et d'une armurerie.
Au cours des années 1720, Bonnefoy reçoit la visite de dom Maurin, le prieur de Paris. Le chartreux parisien est horrifié quand il voit les villageois du désert, il les compare à des brutes auxquels il ne trouve pas figure humaine. Juste Prévost, chartreux exilé de Paris fait le même constat en arrivant à la chartreuse en 1723 . Il n'y trouve que sept moines dont trois à demi fous. Les travaux de restauration de la chartreuse sont considérés comme achevés cinq ans plus tard.

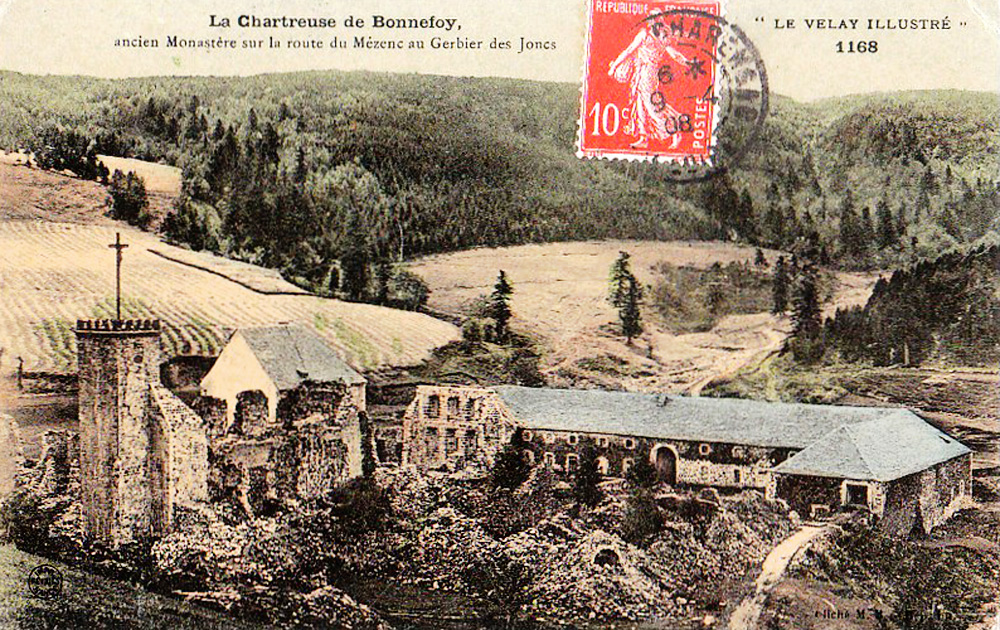
Chartreuse de Bonnefoy

Cependant, il devint à nouveau nécessaire d'intervenir, le petit cloître s'est écroulé dès 1728. Sa restauration dure deux ans. Puis, en 1733, un escalier de pierre, réclamé en 1724, est réalisé. Ce vaste chantier reste inachevé jusqu'à la Révolution. Le 26 avril 1790, le procès-verbal d'inventaire de la chartreuse précise que « cette maison de Bonnefoy ne peut loger que neuf religieux, le reste de la maison n'étant pas fini de bâtir. ». Mais les temps ont changé. Les autorités civiles et religieuses constatent que le climat y est si rude, qu'il y neige toute l'année et que tous les bâtiments doivent être chauffés même pour la Saint-Jean.
Ce ne sont pas les évènements révolutionnaires de 1789 qui lui portent le dernier coup, l'ordre des chartreux étant même représenté à l'assemblée constituante par dom Gerle. D'ailleurs, à la fin du mois d'août 1790, le district d'Aubenas fait parvenir un rapport urgent au Comité ecclésiastique pour lui demander d'envoyer un détachement de 15 hommes de troupe afin d'empêcher le pillage de la chartreuse, où il ne reste que quelques moines.
De 1791 à 1794, les domaines sont vendus comme biens nationaux,, les derniers religieux quittent Bonnefoy.
En 1819, une gravure montre les bâtiments encore entiers. Les nouveaux propriétaires se contentent d'exploiter les forêts qui dépendent de la chartreuse. Après avoir tenté vainement de les revendre, les bâtiments sont démantelés par l'acheteur.
La chartreuse commence à être dépecée dans les années 1840, ses pierres vendues, jusqu'au portail de l'église, avec ses ornements d'architecture, les autels et les stalles des chartreux, et même les pierres de taille qui encadrent les fenêtres. Elle sert de carrière de pierres de construction pendant plus d'un demi-siècle. Seuls subsistent le clocher, le centre de la façade avec son portique et les murs latéraux de l'église. Le clocher est restauré en 1890. La maison du prieur semble toujours en bon état et utilisée par les propriétaires successifs.

## Conflits avec les autres abbayes et seigneurs laïcs

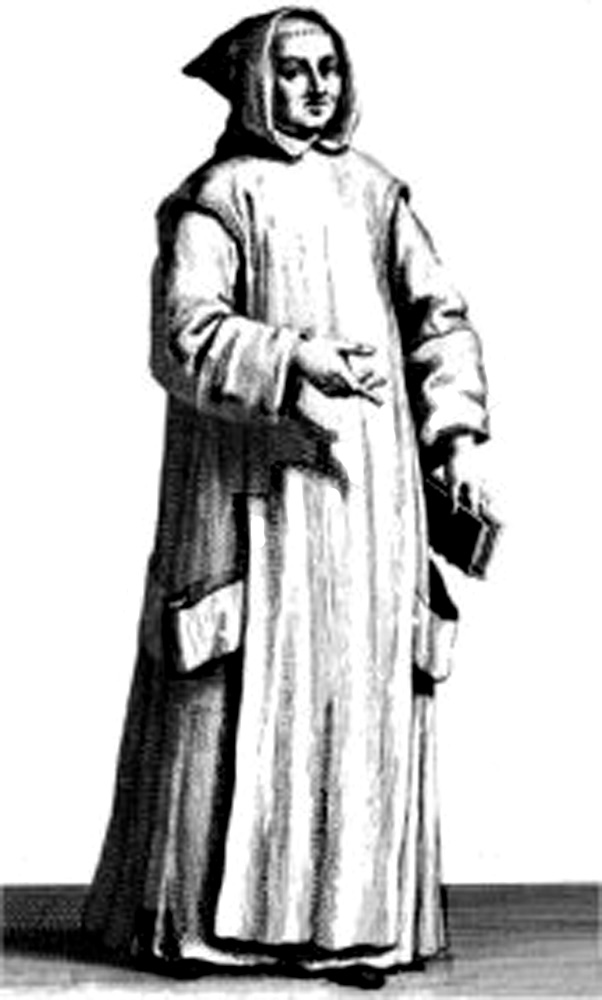
Chartreux en tenue ordinaire

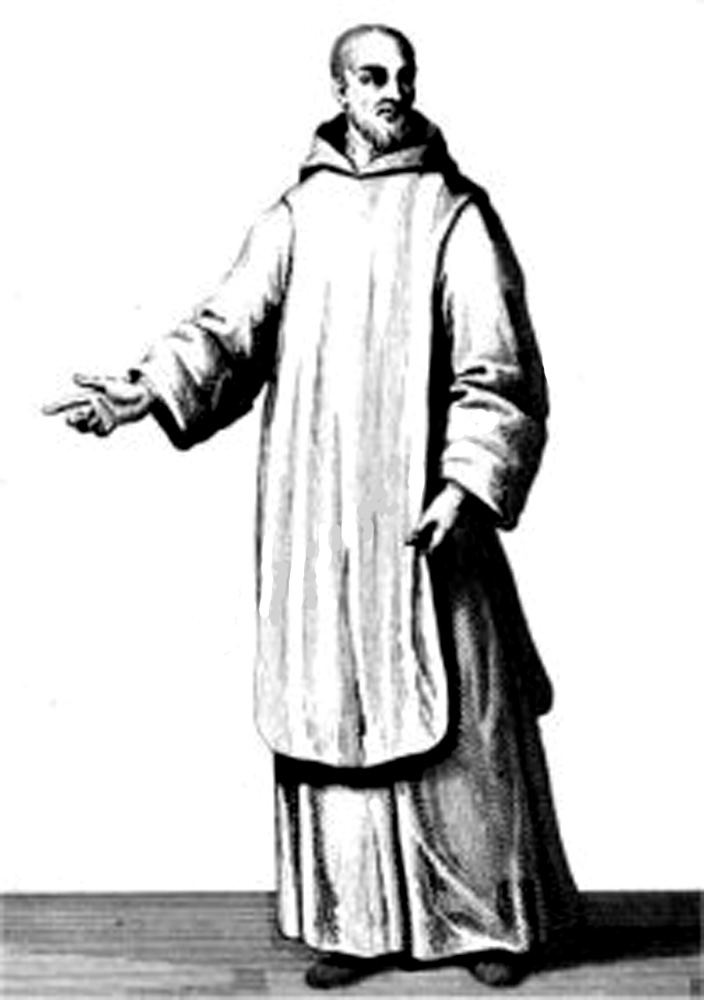
Frère convers

Malgré les limitations imposées à l'extension au désert, leur domaine initial, les chartreux se trouvent rapidement en concurrence avec les autres abbayes et monastères possessionnés dans la montagne ardéchoise. Tout d'abord avec les cisterciens d’Aiguebelle ainsi qu'avec ceux de Mazan, puis avec les bénédictins de Saint-Chaffre au Monastier, enfin avec les Augustiniens du Prieuré de Charay. Ces conflits d'intérêts apparaissent inévitables étant donné la densité des menses monastiques tout autour des sources de la Loire.
En 1179, le prieur Robert, dès sa prise de fonction, transige avec l'abbé d'Aiguebelle sur les limites respectives des pâturages que les deux monastères possèdent dans les paroisses des Sagnes et de Sainte-Eulalie. Cet accord est conclu par l'entremise du prieur du Val-Sainte-Marie et de Girard, convers de la chartreuse.

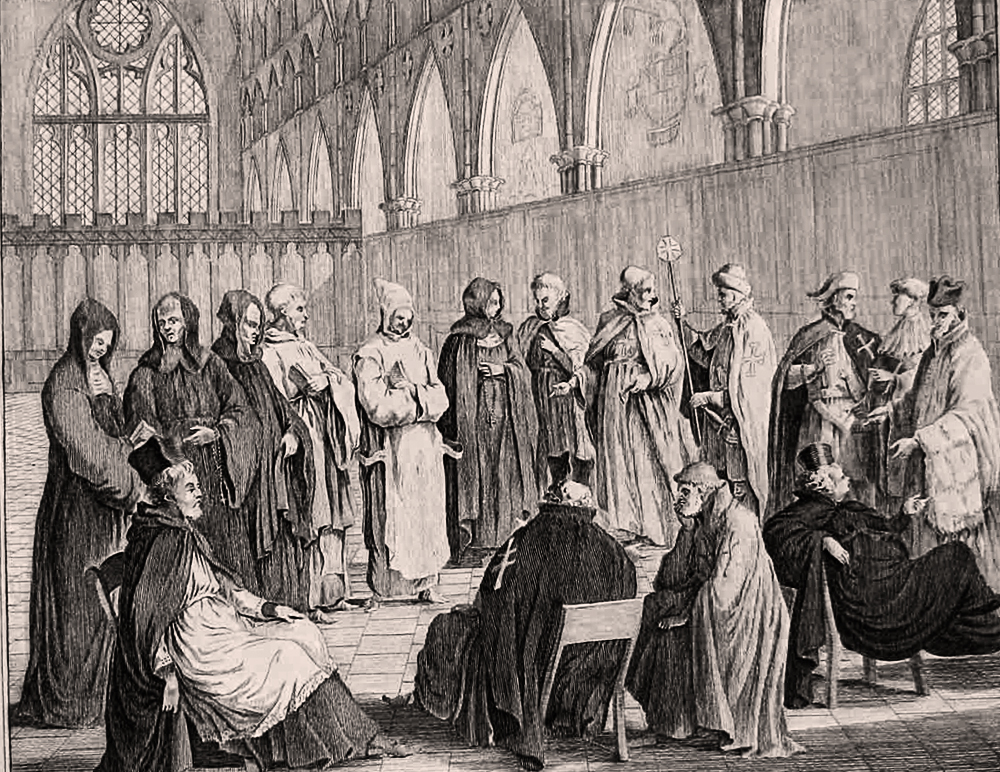
Tribunal arbitral jugeant un conflit entre des ordres religieux

Les conflits territoriaux apparaissent plus constants avec les moines du Monastier-sur-Gazeille. Jarenton de Servissas, prieur, traite avec Bernard d'Arsas, abbé de Saint-Chaffre, du rachat des dîmes que l'abbaye prend sur certaines terres de la chartreuse, pour la somme de mille sous du Puy. On voit par une autre charte que Pons, seigneur de Montlaur, paye lui- même à Saint-Chaffre cette somme de mille sous dont il fait donation aux religieux de Bonnefoy. Puis, sous le priorat de Guillaume d'Aix, une sentence arbitrale entre l'abbaye de Saint-Chaffre et la chartreuse de Bonnefoy fixe des limites de leurs propriétés respectives. Enfin, le prieur Antelme de Turcy transige, en 1267, avec le cardinal de Bourg, archevêque de Narbonne et abbé de Saint-Chaffre, au sujet de la forêt de Lafont, dont la superficie est évaluée à 973 cartonnâtes soit environ 200 setérées.
En novembre 1225, Raimond, le prieur de Charay, à Privas, vend au prieur de Bonnefoy les terres possédées par son prieuré à Chamaury, un lieu-dit sis aux Estables
La chartreuse transige par deux fois avec l'abbaye de Mazan. La première fois, quand le prieur Guillaume de Fourchades s'accord avec Philippe, abbé de Mazan, sur les limites des pâturages que les deux maisons possèdent dans les environs de la montagne de Mézenc. Puis sous le priorat de Guérin de Salency, pour régler un différend avec Raimond, abbé de Mazan, au sujet de certaines propriétés sur lesquelles les deux maisons prétendent avoir des droits. La contestation se termine en 1308 par l'arbitrage de noble Hugues de Talaron, bailli de Fourchades.
Le prieur Ancelin de Ravel transige avec Guillaume de Poitiers-Valentinois, touchant les droits de justice et de suzeraineté sur les hommes et les terres de la chartreuse.
Sous le priorat de Jean de Crémial, la chartreuse doit soutenir un grand procès contre Guillaume de Contaignet qui dispute aux religieux la justice du lieu de Veiradeyres. Condamnés par le juge royal du Velay, au siège de Montfaucon, à une amende de 1 000 livres pour avoir fait abattre les fourches plantées à Veiradeyres par les hommes du sire de Contaignet. En 1335, les chartreux font appel devant le sénéchal de Beaucaire, Philippe de Prie qui casse la sentence du juge royal du Velay et confirme les religieux dans leurs droits de seigneurs justiciers des localités en question.
En 1408, les moines de la Chartreuse de Bonnefoy font appel d'une ordonnance du seigneur du Mézenc, les obligeant à verser 400 livres pour l'entretien de son château. En 1478, le prieur Étienne Volle refuse de rendre l'hommage exigé par Aymar de Poitiers-Valentinois, seigneur de Saint-Vallier; hommage dont les prieurs de Bonnefoy ont été exemptés par ses prédécesseurs, les anciens comtes de Valentinois. Il obtient, en 1481, des lettres patentes de Louis XI, par lesquelles le roi exonère les chartreux des tailles que les consuls d'Aubenas leur avaient imposées pour les biens qu'ils possèdent dans cette ville. Le 7 mai 1497, le roi Charles VIII accorde à la chartreuse des lettres patentes « défendant à tous officiers de guerre de loger leurs soldats dans les maisons, granges et dépendances de Bonnefoy et de prendre des fourrages et des denrées sur les terres de ce couvent. ».

## Architecture

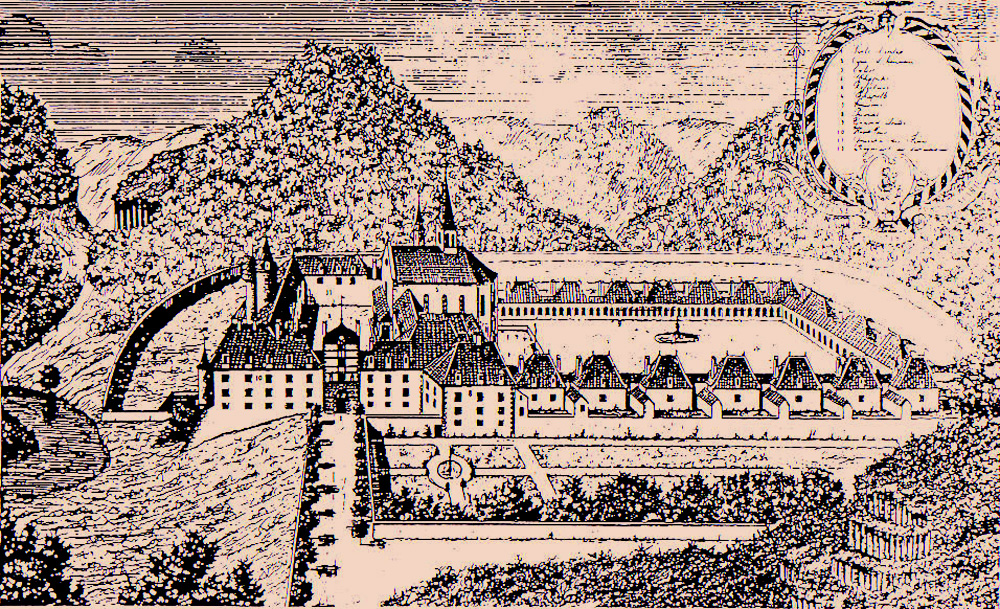
Plan cavalier d'une chartreuse des Combrailles identique à celui de Bonnefoy

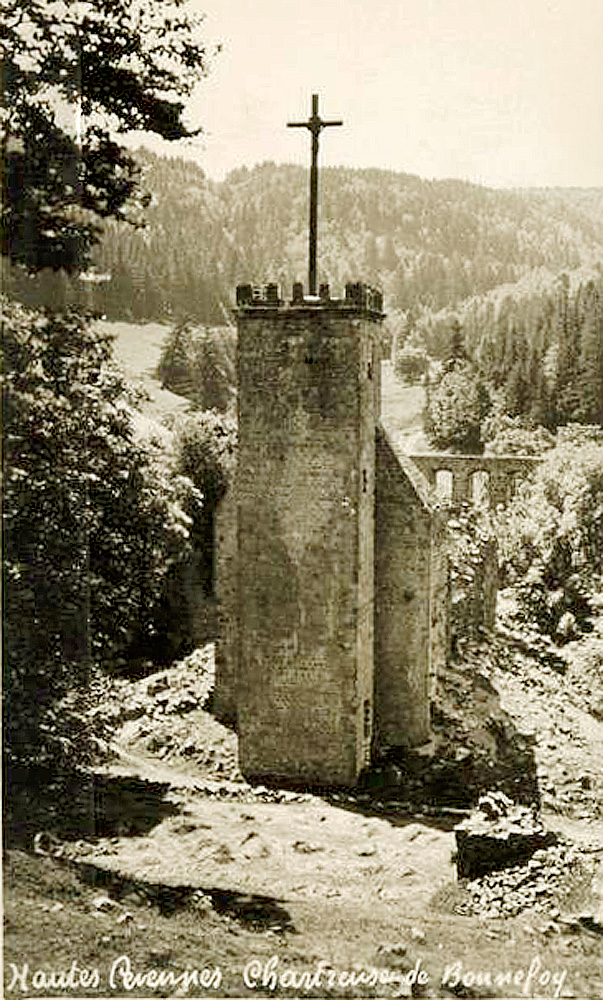
Tour de l'église surmontée de sa croix de bronze

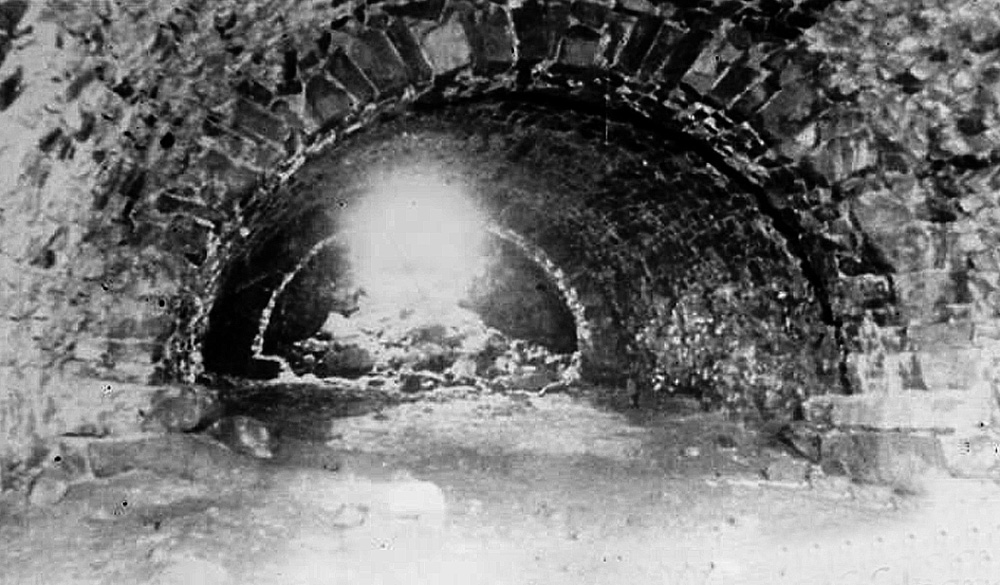
Cave voûtée de la chartreuse fouillée dans les années 1960

La chartreuse de Bonnefoy est construite sur le même plan que toutes les chartreuses de France, elle comprend une maison haute et une maison basse. Les ruines actuelles datent du XVIIIe siècle, quand la chartreuse est restaurée après l'incendie qui ravagea les bâtiments.
Seules restent intactes la maison du prieur et le pavillon d'entrée avec son portique, aux lignes pures et classiques. Les vestiges révèlent la façade principale reconstruite au XVIIIe siècle, le clocher de l'église surmonté d'une croix en bronze de 7 mètres de haut. Se distinguent aussi les restes des bâtiments où se trouvaient les cellules des chartreux, notamment celle du prieur où on remarque de belles boiseries d'époque Louis XIV, l'alcôve et le passe-plat du prieur ainsi que la bibliothèque qui a conservé ses rayonnages, mais pas ses livres.
D'autres vestiges sont plus difficiles à trouver comme les restes de la maison Basse, ou résidaient les convers, religieux chargés des travaux manuels, ou encore les imposants viviers et quelques spécimens de plantes introduits il y a 800 ans. Il est à noter que l'église du Béage, dédiée à saint Pierre et construite en 1862, possède une croix de cuivre repoussé et émaillé, provenant de la chartreuse. Des travaux de restauration ont été entrepris dans la chartreuse depuis 2004 par la Société de Sauvegarde des Monuments Anciens de l'Ardèche. Ils sont divisés en plusieurs campagnes ; la première, actuellement achevée, concerne la réfection du mur ouest de l'église.

## Visite
Le site est une propriété privée et ne se visite qu'en groupe accompagné durant juillet et août.

## Héraldique
D'azur, à trois fleurs de lys d'or, un agneau pascal en chef, portant une croix à bannière d'argent.

## Liste des Prieurs de la chartreuse de Bonnefoy
On compte 84 prieurs répertoriés, 83 dans Histoire du Languedoc par le mauriste Dom Vaissette, plus, un prieur de la seconde moitié du XVIIIe siècle par l'historien  Jean-Claude Mermet.
| Prieur                  | Année      | Prieur                        | Année     | Prieur                               | Année     | Prieur                              | Année |
| Robert                  | 1156       | Ancelin de Ravel              | 1299-1302 | Bertrand de l'Host second priorat    | 1398      | Pierre Fazandier                    | 1577  |
| Jean                    | 1183       | Jean de Cremelin              | 1304      | Guillaume de Rumilhon                | 1406      | Mathieu Malescot                    | 1578  |
| Jarenton de Servissas   | 1187- II89 | Hugues Guinenam               | 1306      | Jean Vincent                         | 1409      | Joachim Bresnaud                    | 1583  |
| Odilon                  | 1190       | Guérin de Salency             | 1307-1309 | Jean Sarrasin                        | 1409      | Anthelme Fournier                   | 1584  |
| Guillaume de Fourchades | 1197-1201  | Guillaume d'Amplepuy          | 1310      | Nicolas de Mortemart                 | I412      | Jean de Laval                       | 1587  |
| Odilon Alféran          | 1215       | Pierre Raimond de Goschalk    | 1315-1332 | Jean Vincent second priorat          | 1416      | Raimond Audibert                    | 1588  |
| Jean Lautuier           | 1216-1220  | Jean de Crémial               | 1333-1335 | Pierre Ferréol                       | 1424      | Anthelme Fournier second priorat    | 1591  |
| Jaucelin                | 1222       | Jean de Fay                   | 1340      | Guillaume de Rumilhon second priorat | 1426      | Antoine de la Fallu                 | 1595  |
| Gilbert                 | 1225       | Guigues Raitlet               | 1344      | Bernard de Montferrand               | 1428      | Pierre Druis                        | 1604  |
| Armand                  | 1227       | Jean de Fay second priorat    | 1353      | Jean Vincent troisième priorat       | 1431      | Claude Janot                        | 1606  |
| Guillaume d'Aix         | 1228       | Raimond de Coquiset           | 1358      | Jean Bottet                          | 1438      | Jacques Bournot                     | 1610  |
| Guillaume d'Alconat     | 1240-1252  | Jean du Breuil                | 1359      | Jean Vincent quatrième priorat       | 1444-1453 | Claude Janot second priorat         | 1616  |
| Liautaud                | 1256       | Guillaume Loup                | 1362-1366 | Georges Guiguemen                    | 1446      | François de Lingende                | 1620  |
| Étienne                 | 1260       | Martin Raimond                | 1370      | Jacques Valentin                     | 1449      | Pierre Maignet                      | 1622  |
| Anthelme de Turcy       | 1267       | Guillaume de Montarel         | 1373      | Jean Bottet second priorat           | 1449      | Robert des Marins                   | 1636  |
| Martin                  | 1270       | Nicolas de Melis              | 1377      | Étienne Volle                        | 1468-1492 | François de Lingende second priorat | 1645  |
| Raimond Richard         | 1271       | Martin Raimond second priorat | 1379      | Pierre de Talaron                    | 1502-1517 | Louis Hodon                         | 1656  |
| Lambert                 | 1276       | Dominique du Puy              | 1383      | Jean Volle                           | 1517-1538 | Nicolas Dubois                      | 1658  |
| Raimond Olivier         | 1279-1284  | Bertrand de l'Host            | 1391      | Simon Chane                          | 154I-1551 | Claude de la Roche                  | 1669  |
| Pons de Saletas         | 1289       | Dominique Reynier             | l395      | Antoine Chamar                       | 1551      | Anthelme de Turcy                   | 1679  |
| Hugues de Modiac        | 1292-1293  | Gautier de Châteauneuf        | 1396      | Jean Barre                           | 1570      | Dom Maignial                        | 1777  |